# Eliminatórias da Copa do Mundo FIFA de 2018 - Europa (Grupo A)
O Grupo A das eliminatórias da Europa para a Copa do Mundo FIFA de 2018 foi formado por: Países Baixos, França, Suécia, Bulgária, Bielorrússia e Luxemburgo.
O vencedor do grupo se qualificou automaticamente para a Copa do Mundo de 2018. Além dos demais oito vencedores de grupos, os oito melhores segundos colocados avançaram para a segunda fase, que será disputada no sistema de play-offs.

## Classificação
| Pos | Equipe        | Pts | J  | V | E | D | GP | GC | SG  | Classificado                              |  | FRA | SWE | NED | BUL | LUX | BLR |
| --- | ------------- | --- | -- | - | - | - | -- | -- | --- | ----------------------------------------- |  | --- | --- | --- | --- | --- | --- |
| 1   | França        | 23  | 10 | 7 | 2 | 1 | 18 | 6  | +12 | qualificadas para a Copa do Mundo de 2018 |  | —   | 2–1 | 4–0 | 4–1 | 0–0 | 2–1 |
| 2   | Suécia        | 19  | 10 | 6 | 1 | 3 | 26 | 9  | +17 | qualificadas para a segunda fase          |  | 2–1 | —   | 1–1 | 3–0 | 8–0 | 4–0 |
| 3   | Países Baixos | 19  | 10 | 6 | 1 | 3 | 21 | 12 | +9  | Eliminado                                 |  | 0–1 | 2–0 | —   | 3–1 | 5–0 | 4–1 |
| 4   | Bulgária      | 13  | 10 | 4 | 1 | 5 | 14 | 19 | −5  | Eliminado                                 |  | 0–1 | 3–2 | 2–0 | —   | 4–3 | 1–0 |
| 5   | Luxemburgo    | 6   | 10 | 1 | 3 | 6 | 8  | 26 | −18 | Eliminado                                 |  | 1–3 | 0–1 | 1–3 | 1–1 | —   | 1–0 |
| 6   | Bielorrússia  | 5   | 10 | 1 | 2 | 7 | 6  | 21 | −15 | Eliminado                                 |  | 0–0 | 0–4 | 3–1 | 2–1 | 1–1 | —   |

## Partidas
O calendário de partidas foi divulgado pela UEFA em 26 de julho de 2015, um dia após o sorteio ser realizado em São Petersburgo na Rússia.

### Primeira rodada
| 6 de setembro de 2016 | Bielorrússia | 0 – 0     | França | Borisov Arena, Borisov                      |
| 21:45 (UTC+3)         |              | FIFA UEFA |        | Público: 12 920 Árbitro: ROU Ovidiu Hațegan |

| Bielorrússia | França |

| 6 de setembro de 2016 | Bulgária                                                   | 4 – 3     | Luxemburgo                       | Estádio Nacional Vasil Levski, Sófia          |
| 21:45 (UTC+3)         | Rangelov 16' · Marcelinho 65' · I. Popov 79' · Tonev 90+2' | FIFA UEFA | Joachim 60', 62' · Bohnert 90+1' | Público: 4 202 Árbitro: LTU Gediminas Mažeika |

| Bulgária | Luxemburgo |

| 6 de setembro de 2016 | Suécia   | 1 – 1     | Países Baixos | Friends Arena, Solna                        |
| 20:45 (UTC+2)         | Berg 42' | FIFA UEFA | Sneijder 67'  | Público: 36 128 Árbitro: ITA Daniele Orsato |

| Suécia | Países Baixos |

### Segunda rodada
| 7 de outubro de 2016 | França                                       | 4 – 1     | Bulgária                | Stade de France, Saint-Denis            |
| 20:45 (UTC+2)        | Gameiro 23', 59' · Payet 26' · Griezmann 38' | FIFA UEFA | M. Aleksandrov 6' (pen) | Público: 65 475 Árbitro: ITA Luca Banti |

| França | Bulgária |

| 7 de outubro de 2016 | Luxemburgo | 0 – 1     | Suécia     | Stade Josy Barthel, Luxemburgo         |
| 20:45 (UTC+2)        |            | FIFA UEFA | Lustig 58' | Público: 5 057 Árbitro: CRO Ivan Bebek |

| Luxemburgo | Suécia |

| 7 de outubro de 2016 | Países Baixos                                | 4 – 1     | Bielorrússia | De Kuip, Roterdã                           |
| 20:45 (UTC+2)        | Promes 15', 31' · Klaassen 56' · Janssen 64' | FIFA UEFA | Rios 47'     | Público: 41 200 Árbitro: SCO Craig Thomson |

| Países Baixos | Bielorrússia |

### Terceira rodada
| 10 de outubro de 2016 | Bielorrússia | 1 – 1     | Luxemburgo  | Borisov Arena, Borisov                  |
| 21:45 (UTC+3)         | Savitski 80' | FIFA UEFA | Joachim 85' | Público: 9 011 Árbitro: GER Tobias Welz |

| Bielorrússia | Luxemburgo |

| 10 de outubro de 2016 | Países Baixos | 0 – 1     | França    | Amsterdam Arena, Amesterdã                 |
| 20:45 (UTC+2)         |               | FIFA UEFA | Pogba 30' | Público: 50 220 Árbitro: SVN Damir Skomina |

| Países Baixos | França |

| 10 de outubro de 2016 | Suécia                                      | 3 – 0     | Bulgária | Friends Arena, Solna                        |
| 20:45 (UTC+2)         | Toivonen 39' · Hiljemark 45' · Lindelöf 58' | FIFA UEFA |          | Público: 21 777 Árbitro: ENG Michael Oliver |

| Suécia | Bulgária |

### Quarta rodada
| 11 de novembro de 2016 | França                | 2 – 1     | Suécia       | Stade de France, Saint-Denis               |
| 20:45 (UTC+1)          | Pogba 58' · Payet 65' | FIFA UEFA | Forsberg 55' | Público: 80 000 Árbitro: SRB Milorad Mažić |

| França | Suécia |

| 13 de novembro de 2016 | Bulgária     | 1 – 0     | Bielorrússia | Estádio Nacional Vasil Levski, Sófia         |
| 19:00 (UTC+2)          | I. Popov 10' | FIFA UEFA |              | Público: 1 994 Árbitro: SUI Stephan Klossner |

| Bulgária | Bielorrússia |

| 13 de novembro de 2016 | Luxemburgo       | 1 – 3     | Países Baixos               | Stade Josy Barthel, Luxemburgo             |
| 18:00 (UTC+1)          | Chanot 44' (pen) | FIFA UEFA | Robben 36' · Depay 58', 84' | Público: 8 000 Árbitro: ENG Anthony Taylor |

| Luxemburgo | Países Baixos |

### Quinta rodada
| 25 de março de 2017 | Suécia                                          | 4 – 0     | Bielorrússia | Friends Arena, Solna                        |
| 18:00 (UTC+1)       | Forsberg 19' (pen), 49' · Berg 57' · Thelin 78' | FIFA UEFA |              | Público: 31 243 Árbitro: AUT Harald Lechner |

| Suécia | Bielorrússia |

| 25 de março de 2017 | Bulgária      | 2 – 0     | Países Baixos | Estádio Nacional Vasil Levski, Sófia        |
| 21:45 (UTC+2)       | Delev 5', 20' | FIFA UEFA |               | Público: 10 900 Árbitro: SCO William Collum |

| Bulgária | Países Baixos |

| 25 de março de 2017 | Luxemburgo        | 1 – 3     | França                                | Stade Josy Barthel, Luxemburgo               |
| 20:45 (UTC+1)       | Joachim 34' (pen) | FIFA UEFA | Giroud 28', 77' · Griezmann 37' (pen) | Público: 8 000 Árbitro: LVA Andris Treimanis |

| Luxemburgo | França |

### Sexta rodada
| 9 de junho de 2017 | Bielorrússia                     | 2 – 1     | Bulgária         | Borisov Arena, Borisov                |
| 21:45 (UTC+3)      | Sivakow 33' (pen) · Savitski 80' | FIFA UEFA | Kostadinov 90+1' | Público: 6 150 Árbitro: SVN Matej Jug |

| Bielorrússia | Bulgária |

| 9 de junho de 2017 | Países Baixos                                                        | 5 – 0     | Luxemburgo | Estádio De Kuip, Roterdã                        |
| 20:45 (UTC+2)      | Robben 21' · Sneijder 34' · Wijnaldum 62' · Promes 70' · Janssen 84' | FIFA UEFA |            | Público: 41 300 Árbitro: POL Bartosz Frankowski |

| Países Baixos | Luxemburgo |

| 9 de junho de 2017 | Suécia                      | 2 – 1     | França     | Friends Arena, Solna                         |
| 20:45 (UTC+2)      | Durmaz 43' · Toivonen 90+3' | FIFA UEFA | Giroud 37' | Público: 48 783 Árbitro: ENG Martin Atkinson |

| Suécia | França |

### Sétima rodada
| 31 de agosto de 2017 | Bulgária                                   | 3 – 2     | Suécia                | Estádio Nacional Vasil Levski, Sófia           |
| 21:45 (UTC+3)        | Manolev 12' · Kostadinov 33' · Chochev 79' | FIFA UEFA | Lustig 29' · Berg 44' | Público: 12 121 Árbitro: ITA Paolo Tagliavento |

| Bulgária | Suécia |

| 31 de agosto de 2017 | França                                        | 4 – 0     | Países Baixos | Stade de France, Saint-Denis                 |
| 20:45 (UTC+2)        | Griezmann 14' · Lemar 73', 88' · Mbappé 90+1' | FIFA UEFA |               | Público: 79 551 Árbitro: ITA Gianluca Rocchi |

| França | Países Baixos |

| 31 de agosto de 2017 | Luxemburgo  | 1 – 0     | Bielorrússia | Stade Josy Barthel, Luxemburgo             |
| 20:45 (UTC+2)        | da Mota 60' | FIFA UEFA |              | Público: 2 752 Árbitro: MLT Clayton Pisani |

| Luxemburgo | Bielorrússia |

### Oitava rodada
| 3 de setembro de 2017 | Bielorrússia | 0 – 4     | Suécia                                                    | Borisov Arena, Borisov                     |
| 19:00 (UTC+3)         |              | FIFA UEFA | Forsberg 18' · Nyman 24' · Berg 37' · Granqvist 84' (pen) | Público: 6 431 Árbitro: GER Tobias Stieler |

| Bielorrússia | Suécia |

| 3 de setembro de 2017 | Países Baixos                | 3 – 1     | Bulgária       | Amsterdam Arena, Amsterdam                           |
| 18:00 (UTC+2)         | Pröpper 7', 80' · Robben 67' | FIFA UEFA | Kostadinov 69' | Público: 47 079 Árbitro: GRE Anastasios Sidiropoulos |

| Países Baixos | Bulgária |

| 3 de setembro de 2017 | França | 0 – 0     | Luxemburgo | Stadium Municipal, Toulouse                     |
| 20:45 (UTC+2)         |        | FIFA UEFA |            | Público: 31 177 Árbitro: MKD Aleksandar Stavrev |

| França | Luxemburgo |

### Nona rodada
| 7 de outubro de 2017 | Suécia                                                                               | 8 – 0     | Luxemburgo | Friends Arena, Solna                       |
| 18:00 (UTC+2)        | Granqvist 10' (pen), 67' (pen) · Berg 18', 37', 54', 71' · Lustig 60' · Toivonen 76' | FIFA UEFA |            | Público: 50 022 Árbitro: TUR Hüseyin Göçek |

| Suécia | Luxemburgo |

| 7 de outubro de 2017 | Bielorrússia | 1 – 3     | Países Baixos                                | Borisov Arena, Borisov                     |
| 21:45 (UTC+3)        | Valadzko 55' | FIFA UEFA | Pröpper 24' · Robben 84' (pen) · Depay 90+3' | Público: 6 850 Árbitro: ENG Michael Oliver |

| Bielorrússia | Países Baixos |

| 7 de outubro de 2017 | Bulgária | 0 – 1     | França     | Estádio Nacional Vasil Levski, Sófia             |
| 21:45 (UTC+3)        |          | FIFA UEFA | Matuidi 3' | Público: 12 921 Árbitro: ESP Antonio Mateu Lahoz |

| Bulgária | França |

### Décima rodada
| 10 de outubro de 2017 | França                     | 2 – 1     | Bielorrússia | Stade de France, Saint-Denis               |
| 20:45 (UTC+2)         | Griezmann 27' · Giroud 33' | FIFA UEFA | Saroka 44'   | Público: 74 037 Árbitro: TUR Halis Özkahya |

| França | Bielorrússia |

| 10 de outubro de 2017 | Luxemburgo  | 1 – 1     | Bulgária    | Stade Josy Barthel, Luxemburgo         |
| 20:45 (UTC+2)         | O. Thill 3' | FIFA UEFA | Chochev 68' | Público: 2 936 Árbitro: HUN István Vad |

| Luxemburgo | Bulgária |

| 10 de outubro de 2017 | Países Baixos         | 2 – 0     | Suécia | Amsterdam Arena, Amsterdam                  |
| 20:45 (UTC+2)         | Robben 16' (pen), 40' | FIFA UEFA |        | Público: 41 244 Árbitro: RUS Sergei Karasev |

| Países Baixos | Suécia |

## Artilheiros
8 gols (1)
- SWE Marcus Berg

6 gols (1)
- NED Arjen Robben

4 gols (4)
- FRA Olivier Giroud
- FRA Antoine Griezmann
- LUX Aurélien Joachim
- SWE Emil Forsberg

3 gols (7)
- BUL Georgi Kostadinov
- NED Memphis Depay
- NED Quincy Promes
- NED Davy Pröpper
- SWE Andreas Granqvist
- SWE Mikael Lustig
- SWE Ola Toivonen

2 gols (10)
- BLR Pavel Savitski
- BUL Ivaylo Chochev
- BUL Spas Delev
- BUL Ivelin Popov
- FRA Kevin Gameiro
- FRA Thomas Lemar
- FRA Dimitri Payet
- FRA Paul Pogba
- NED Vincent Janssen
- NED Wesley Sneijder

1 gol (22)
- BLR Alexei Rios
- BLR Anton Saroka
- BLR Mikhail Sivakow
- BLR Maksim Valadzko
- BUL Mihail Aleksandrov
- BUL Stanislav Manolev
- BUL Marcelinho
- BUL Dimitar Rangelov
- BUL Aleksandar Tonev
- FRA Blaise Matuidi
- FRA Kylian Mbappé
- LUX Florian Bohnert
- LUX Maxime Chanot
- LUX Daniel da Mota
- LUX Olivier Thill
- NED Davy Klaassen
- NED Georginio Wijnaldum
- SWE Jimmy Durmaz
- SWE Oscar Hiljemark
- SWE Isaac Thelin
- SWE Victor Lindelöf
- SWE Christoffer Nyman